# Señora Acero
Señora Acero, é uma telenovela estadunidense produzido pela  Telemundo Studios. É estrelado por Andrés Palacios e Blanca Soto. A novela ainda conta com 3, 4 y 5  temporadas.
A 01 Temporada antecedeu a novela Camelia, la texana e foi antecedida pela novela Dueños del paraíso.

## Enredo

### Primeira Temporada
Señora Acero conta a história de Sara Bermudez Aguilar, uma mulher extremamente bonita, carismática e inteligente, que deixa de ser uma dona de casa com uma vida comum e se transforma em uma pessoa capaz de sacudir as fundações de um governo.
Após o assassinato inesperado de seu marido, Vicente Acero, Sara descobre que ele não era o que ela pensava. A partir desse momento a sua vida e a do seu pequeno filho Salvador torna-se uma corrida sem fim para escapar de seus inimigos entre os quais estão o "Índio" Amaro, um traficante de droga perigoso, que mata seu marido; Felipe Murillo, um político ambicioso, mafioso e corrupto que a chantageia e quer se livrar dela e de seu filho; Bertha Aguilar, sua irmã, que sempre a odiou e não descansará até vê-la afundada e destruída por qualquer meio; e Mariana Huerdo, uma mulher bonita e sedutora, esposa de Junio Acero, irmão de Vicente, amante e cúmplice de Filipe, que inveja e odeia Sara acreditando ser a amante de seu marido.
No início de sua nova vida e complicada, Sara conhece Aracely, uma jovem bonita, apaixonada e generosa que tem uma terrível dependência às drogas, mas que se torna sua melhor amiga; também atende Miriam Godoy, uma imigrante colombiana, e Lupita, uma menina bonita e sonhadora, que se tornam seus confidentes. Aracely ajuda Sara a encontrar o seu primeiro emprego dos cabeleireiros Enriqueta Sabido, uma mulher de caráter forte e profissional con artista que não só dedicada a fazer cirurgias plásticas ilegais e perigosos e lavagem de dinheiro de drogas, mas também um corrupto paranóico.
Gradualmente, os golpes da vida que Sara vai não mais ser um doce e macio para se tornar uma mulher forte e desconfiado de tudo e mãe todos. Sara vai não estar sozinho e amor vai tocar suas portas Eliodoro Flores Tarso, um intuitivo polícia inteligente, calculadora e que há algum tempo acompanhado pela forma de poder e que com a sua ajuda torna o " rainha da organizada "até o dia em que ele é morto por seus inimigos crime. Após o trágico fim de seu segundo grande amor, Sara vai jurar vingança contra seus inimigos que têm de ter cuidado, porque ela é possuidor de duas armas muito perigosas: sua beleza e inteligência. Assim que atinge caminho em um mundo muito hostil no qual ele se tornou famoso com o seu nome viúva "Steel Lady" até o dia em que o Presidente coloca um preço sobre sua cabeça.

### Segunda Temporada
Depois de ficar na prisão por 5 anos, Sara espera para ir em liberdade por falta de provas. No entanto, o presidente Heriberto Roca ( Mario Loria ) para influenciar seu secretário particular, Bertha Aguilar, Sara faz com que os malditos 25 anos de prisão. O ódio de sua irmã ressentido, as ambições políticas de um presidente corrupto e uma má reviravolta do destino, afundar até o Señora Acero em uma depressão profunda, enquanto o capo de Guadalajara Miguel Quintanilla está encontrando -o muito mal, como o de um bom negócio era a "Senhora do Aço". Os amigos de Sara tentar a retomar suas vidas depois do que aconteceu, Aracely começou sua carreira como um cantor, Miriam abre a sua própria estética. Além disso Acasio "Don Teca" Martinez ( Jose Luis Resendez ) posiciona-se como "O mais poderoso capo" contínuo obcecado com Sara e pode não parar de pensar em vingança para se preparar para quando ela sai da cadeia.
Quando todos pensavam que Sara iria ficar muitos anos na prisão um golpe de sorte vem para suas graças à coragem de Aracely quem é chantageado o presidente para demonstrar todo o país que têm relações com Don Teca, e imediatamente assinou um perdão para Sara e ele é liberado. Depois de sair da prisão Sara tenta retomar seu lugar no mundo do tráfico de drogas como o grande "Steel Lady" e também para enfrentá-lo e acabar com Don Teca seu pior inimigo e responsável por todas as suas desgraças.

### Terceira Temporada
Lady Aço: Chacal conta a história de Vicenta Rigores (Carolina Miranda) uma mulher respeitada, a bela e valente valinte, também de imigrantes mexicanos e sua luta para alcançar o sonho americano, eles evitar ser detido pelo departamento de imigração, ou gangues de drogas fronteiras que sequestram para o uso como escravos na produção e distribuição de medicamentos, todas essas pessoas serão fornecidos com a sua rota com uma garota chamada Vicenta Rigores ( Carolina Miranda ) conhecido nas fronteiras como o "coiote". Vicenta é uma mulher de beleza selvagem e temperamento difícil, que se destaca em um homem 's mundo por ser o mais famoso e mais temido fronteira Coyote entre o México e os Estados Unidos. Ela sabe que o único crime cometido por muitos destes imigrantes é para ser carregado na do outro lado de uma linha que divide os dois países, e por esta razão, está disposta a proteger sua própria vida.
Vicenta detesta os narcos sem saber que isso realmente relacionado com o nome de uma das famílias mais poderosas de traficantes de drogas México: a filha ilegítima de Vicente Aço, o pai de aço Salvador, até agora único herdeiro da dinastia Aço Aguilar.
Vicenta não o vera fácil, porque ele vai ter que lidar com Chucho Caseres ( Sergio Goyri ), um dos chefões dos narcotraficantes mais poderosos no norte do México, conhecida por fornecer os cartéis melhor importados, terroristas e até mesmo o exército mexicano próprias armas .
Nos olhos de todos, Chucho é um homem adorável, um pai e exemplar marido, mas por trás de seu sorriso encantador, um homem sanguinário, cruel e cruel que vai tornar a vida impossível para Vicenta esconde.

### Quarta temporada
Vicenta Acero e Daniel Phillips juraram amor eterno depois de terminar Chucho Casares, que foi devorado pelos coiotes no meio do deserto, mas eles sabem que o destino sempre joga contra eles. Os governos do México e dos Estados Unidos estão atrás do Acero, a quem eles culpam pela morte do governador de Chihuahua, Chucho Casares. Isso os obriga a operar ainda mais clandestinamente. Por essa razão, eles decidem se mudar para Matamoros , Tamaulipas . 6
Agora eles têm mais inimigos do que nunca. Indira Cárdenas ( Gaby Espino ), que agora é chefe do departamento de Segurança Interna e Patrulha da Fronteira , continua a ser o principal obstáculo para Vicenta e Daniel. O Indio Amaro, os negros Indira para permitir que ele faça cruzamentos de drogas na fronteira e seqüestrar imigrantes para escravizá-los, mas Vicenta e Daniel interceptam um importante transporte de drogas, ganhando o juramento de vingança eterna do Indio Amaro.
E aparece um novo inimigo. O colombiano Capo, Sr. Romero, cuja verdadeira identidade é Julián Montero, filho de Briceida e sobrinho de Rodrigo Montero. Romero vem ao México para vingar a morte de seus parentes; Anos atrás, quando Salvador tentou ir aos Estados Unidos através de um túnel abandonado de propriedade do Teca Martínez, ele enfrentou o Teca e, para escapar, ele disparou contra alguns feixes dentro do túnel, fazendo com que detritos e pedras caíssem em Briceida, matando-a instantaneamente. Foi um acidente, mas Romero acredita que Salvador disparou contra sua mãe.
Salvador continua apaixonado por sua esposa, Rosario ( Oka Giner ) e eles desejam ter uma criança, mas é impossível devido ao maltrato e estupro que Rosario sofreu de Pepito ( Mauricio Henao ) no passado. Gallo Quintanilla ( Óscar Priego ) decide se lançar em posição política e se tornar presidente municipal de Matamoros . Empowered, o Galo pode mover os segmentos a vontade e em benefício da família Acero, principalmente para ter a polícia federal do seu lado e proteger a família.
Quando Romero estava obcecado com Vicenta, de modo enviar o Presidente da República, Heriberto Roca para raptar ela , a Gallo e Doña Cayetana, sabendo dos negócios corruptos em que esteve envolvido o presidente do México, eles chantageiam para remover todas as acusações contra a família Acero e resgatam Vicenta, sem saber que ainda há um inimigo mais poderoso por trás deles, Romero, o verdadeiro herdeiro do cartel "desaparecido" de Cali.
Em uma encruzilhada de migrantes do outro lado do golfo , Vicenta, Daniel, El Gallo e Salvador enfrentam novamente Indio Amaro e Indira Cárdenas. Ambos planejam um ataque final contra o Aço e terminam de uma vez por todas com seus inimigos, deixando um sono de morte e desolação.
Mais uma vez, o sangue e a vingança vão atrás de Vicenta Acero, que apesar de sua dor continuará a ser a justiça da fronteira.

## Elenco

### Principal
| Ator                | Personagem                                 | Temporadas      | Temporadas      | Temporadas      | Temporadas      | Temporadas      | Temporadas      | Temporadas      |
| Ator                | Personagem                                 | T1              | T2              | T3              | T4              | T5              |                 |                 |
| ------------------- | ------------------------------------------ | --------------- | --------------- | --------------- | --------------- | --------------- | --------------- | --------------- |
| Blanca Soto         | Sara Aguilar Bermúdez Vda. de Acero        | Regular         | Regular         | Does not appear | Does not appear | Does not appear |                 |                 |
| Carolina Miranda    | Vicenta Rigores / La Coyote                | Does not appear | Does not appear | Regular         | Regular         | Regular         |                 |                 |
| Litzy               | Aracely Paniagua                           | Regular         | Regular         | Regular         | Does not appear | Does not appear |                 |                 |
| Damián Alcázar      | Vicente Acero                              | Convidado       | Does not appear | Does not appear | Does not appear | Does not appear |                 |                 |
| Marco Pérez         | Felipe Murillo                             | Regular         | Does not appear | Does not appear | Does not appear | Does not appear |                 |                 |
| Jorge Zárate        | Amaro Rodríguez / "El Indio Amaro"         | Regular         | Regular         | Regular         | Regular         | Does not appear |                 |                 |
| Rossana San Juan    | Mariana Huerdo                             | Convidado       | Does not appear | Does not appear | Does not appear | Does not appear |                 |                 |
| Andrés Palacios     | Eliodoro Flores Tarso                      | Regular         | Does not appear | Does not appear | Does not appear | Does not appear |                 |                 |
| Rebecca Jones       | Enriqueta Sabido                           | Regular         | Does not appear | Does not appear | Does not appear | Does not appear |                 |                 |
| José Luis Reséndez  | Acasio Martínez / "El Teca" / Alfredo Díaz | Regular         | Regular         | Does not appear | Convidado       | William Miller  |                 |                 |
| Lincoln Palomeque   | Manuel Caicedo                             | Regular         | Regular         | Regular         | Does not appear | Does not appear | Does not appear | Does not appear |
| Alejandro Calva     | Miguel Quintanilla                         | Recorrente      | Regular         | Regular         | Does not appear | Does not appear | Does not appear |                 |
| Luis Ernesto Franco | Daniel Phillips                            | Does not appear | Does not appear | Regular         | Regular         | Does not appear |                 |                 |
| Gaby Espino         | Indira Cárdenas                            | Does not appear | Does not appear | Regular         | Regular         | Does not appear |                 |                 |
| Sergio Goyri        | Jesús "Chucho" Casares                     | Does not appear | Does not appear | Regular         | Does not appear | Does not appear |                 |                 |
| Laura Flores        | Edelmira Rigores                           | Does not appear | Does not appear | Convidado       | Does not appear | Does not appear |                 |                 |
| José María Torre    | Larry Pérez / El Cheneque                  | Does not appear | Does not appear | Regular         | Does not appear | Does not appear |                 |                 |
| Ana Lucía Domínguez | Marta Mónica Villalobos / La Tuti          | Does not appear | Recorrente      | Regular         | Regular         | Regular         |                 |                 |
| David Chocarro      | Alberto Fuentes                            | Does not appear | Does not appear | Does not appear | Does not appear | Regular         |                 |                 |
| Paulina Gaitán      | Leticia Moreno                             | Does not appear | Does not appear | Does not appear | Does not appear | Regular         |                 |                 |
| Mauricio Islas      | Héctor Ruiz                                | Does not appear | Does not appear | Does not appear | Does not appear | Regular         |                 |                 |

| Actores               | Personaje                                                                               | Temporadas  | Temporadas  | Temporadas  | Temporadas  | Temporadas                             |
| Actores               | Personaje                                                                               | 1           | 2           | 3           | 4           | 5                                      |
| --------------------- | --------------------------------------------------------------------------------------- | ----------- | ----------- | ----------- | ----------- | -------------------------------------- |
| Blanca Soto           | Sara Aguilar Bermúdez Vda. de Acero "Señora Acero" †                                    | Regular     | Regular     |             |             |                                        |
| Litzy                 | Aracely Paniagua González †                                                             | Regular     | Regular     | Regular     |             |                                        |
| Carolina Miranda      | Vicenta Rigores / Vicenta Acero Rigores "La Coyote" / Margaret Thompson Vda. de Casares |             |             | Regular     | Regular     | Regular                                |
| Luis Ernesto Franco   | Daniel Phillips †                                                                       |             |             | Regular     | Regular     |                                        |
| David Chocarro        | Alberto Fuentes                                                                         |             |             |             |             | Regular                                |
| Lincoln Palomeque     | Manuel Antonio Caicedo †                                                                | Regular     | Regular     | Regular     |             |                                        |
| Michel Duval          | Salvador Acero Aguilar †                                                                |             | Regular     | Regular     | Regular     | Regular                                |
| Andrés Palacios       | Eliodoro "Elio" Flores Tarso †                                                          | Regular     |             |             |             |                                        |
| Gaby Espino           | Indira Cárdenas †                                                                       |             |             | Antagonista | Antagonista |                                        |
| José Luis Reséndez    | Acacio Martínez Pérez "El Teca" / Alfredo Díaz †                                        | Antagonista | Antagonista |             | Invitado    | William Miller "El Teca" † Antagonista |
| Jorge Zárate          | "El Indio" Amaro Rodríguez †                                                            | Antagonista | Antagonista | Antagonista | Antagonista |                                        |
| Rodrigo Guirao        | Mario Casas / Gustavo Bertuol / Roberto †                                               |             | Antagonista | Antagonista | Antagonista |                                        |
| Sergio Goyri          | Jesús "Chucho" Casares †                                                                |             |             | Antagonista |             |                                        |
| Diego Cadavid         | Julián Romero "Sr. Romero" / Julián Martínez Montero †                                  |             |             |             | Antagonista | Invitado                               |
| Mauricio Islas        | Héctor Ruiz †                                                                           |             |             |             |             | Antagonista                            |
| Luciana Silveyra      | Berta Aguilar Bermúdez Vda. de Villaraigosa †                                           | Antagonista | Antagonista |             |             |                                        |
| José María Torre Hütt | Larry "El Cheneque" Pérez †                                                             |             |             | Antagonista |             |                                        |
| Marco Pérez           | Felipe Murillo Villavicencio †                                                          | Antagonista |             |             |             |                                        |
| Rebecca Jones         | Enriqueta Sabido †                                                                      | Antagonista |             |             |             |                                        |
| Mauricio Henao        | José Ángel "Pepito" Godoy †                                                             |             | Antagonista | Antagonista | Antagonista |                                        |
| Alberto Agnesi        | Marcelo Dóriga Rosado †                                                                 | Estelar     | Estelar     | Estelar     | Estelar     |                                        |
| Ana Lucía Domínguez   | Marta Mónica Restrepo Vda. de Delgado "La Tuti"                                         |             | Estelar     | Estelar     | Estelar     | Estelar                                |
| Paulina Gaitán        | Leticia Moreno †                                                                        |             |             |             |             | Estelar                                |
| Aurora Gil Castro     | Josefina Aguilar Bermúdez de Quintanilla                                                | Estelar     | Estelar     | Estelar     | Estelar     | Estelar                                |
| Óscar Priego          | Erick "El Gallo" Quintanilla López                                                      |             | Estelar     | Estelar     | Estelar     | Estelar                                |
| Valentina Acosta      | Miriam Godoy †                                                                          | Estelar     | Estelar     |             |             |                                        |
| Alejandro Calva       | Miguel Quintanilla "El Capo de Buentitán" †                                             | Estelar     | Estelar     |             |             |                                        |
| Oka Giner             | Rosario Franco                                                                          |             |             | Estelar     | Estelar     | Samantha Siqueiros Estelar             |
| Patricia Navidad      | Margarita Guadalupe Casanova                                                            |             |             | Estelar     |             |                                        |
| Rossana San Juan      | Mariana Huerdo de Acero †                                                               | Invitada    |             |             |             |                                        |
| Laura Flores          | Edelmira Rigores †                                                                      |             |             | Invitada    |             |                                        |
| Damián Alcázar        | Vicente Acero Benítez †                                                                 | Invitado    |             |             |             |                                        |

### Recurrentes
| Actores                      | Personajes                                                | Temporadas                                                 | Temporadas                     | Temporadas                     | Temporadas                     | Temporadas |  |
| Actores                      | Personajes                                                | 1                                                          | 2                              | 3                              | 4                              | 5          |  |
| ---------------------------- | --------------------------------------------------------- | ---------------------------------------------------------- | ------------------------------ | ------------------------------ | ------------------------------ | ---------- |  |
| Eduardo Amer                 | José "el Bebote"                                          |                                                            | colspan="3" Predefinição:Celda |                                |                                |            |  |
| Roberto Wohlmuth             | "El Mudo" / Chalino "El Roscas"                           | colspan="1" Predefinição:Celda                             | colspan="3" Predefinição:Celda |                                |                                |            |  |
| Adrián Di Monte              | Abelardo Casares / Abelardo Ochoa †                       |                                                            |                                | colspan="1" Predefinição:Celda |                                |            |  |
| Arturo Barba                 | Junio Rafael Acero Benítez †                              | colspan="1" Predefinição:Celda                             |                                |                                |                                |            |  |
| Isabel Burr                  | Begoña Juárez †                                           |                                                            | colspan="1" Predefinição:Celda |                                |                                |            |  |
| Diego Soldano                | Pedro Juárez †                                            |                                                            | colspan="1" Predefinição:Celda |                                |                                |            |  |
| Lucía Silva                  | Débora Cañizares †                                        |                                                            |                                | colspan="2" Predefinição:Celda |                                |            |  |
| Mario Loría                  | Heriberto Roca                                            |                                                            | colspan="1" Predefinição:Celda |                                | colspan="1" Predefinição:Celda |            |  |
| Adrián Cue                   | El Tepo †                                                 |                                                            | colspan="2" Predefinição:Celda |                                |                                |            |  |
| Jonathan Islas               | Tecolote                                                  |                                                            |                                |                                | colspan="1" Predefinição:Celda |            |  |
| Carla Hernández              | Clarissa Aldama "Señorita Aldama"                         |                                                            | colspan="1" Predefinição:Celda |                                |                                |            |  |
| María Fernanda Quiroz        | Frida Cuevas                                              |                                                            |                                |                                | Predefinição:Celda             |            |  |
| Jesús Castro Ponce           | Ernesto Aristimundo                                       |                                                            |                                | colspan="2" Predefinição:Celda |                                |            |  |
| Carmen Madrid                | Cornelia Ríos †                                           | colspan="1" Predefinição:Celda                             |                                |                                |                                |            |  |
| Benjamín Rivero              | Raúl Ricardo Rondón "el Triple R"                         |                                                            |                                |                                | Predefinição:Celda             |            |  |
| Odiseo Bichir                | Eladio Puertas †                                          |                                                            |                                |                                | Predefinição:Celda             |            |  |
| Alejandro Speitzer           | Juan Pablo Franco †                                       |                                                            |                                | colspan="1" Predefinição:Celda |                                |            |  |
| Shalim Ortiz                 | Arturo Sánchez †                                          |                                                            |                                | colspan="2" Predefinição:Celda |                                |            |  |
| Pilar Ixquic Mata            | Carlota Bermúdez Vda. de Aguilar †                        | colspan="1" Predefinição:Celda                             |                                |                                |                                |            |  |
| Andrés Zúñiga                | Orlando Carabias "El Empanada" †                          | colspan="1" Predefinição:Celda                             |                                |                                |                                |            |  |
| Katia del Pino               | Liliana "Lili" Valdés †                                   |                                                            |                                |                                | Predefinição:Celda             |            |  |
| Martijn Kuiper               | Gregory Jones                                             |                                                            |                                |                                | Predefinição:Celda             |            |  |
| Sandra Quiroz                | Laura Jones                                               |                                                            |                                |                                | Predefinição:Celda             |            |  |
| Viviana Serna                | Guadalupe "Lupita" González †                             | colspan="1" Predefinição:Celda                             |                                |                                |                                |            |  |
| Juan Carlos Martín del Campo | Rufino Valdés †                                           | colspan="1" Predefinição:Celda                             |                                |                                |                                |            |  |
| Rosario Zúñiga               | "La India" Rosa Sánchez de Rodríguez †                    |                                                            | colspan="2" Predefinição:Celda |                                |                                |            |  |
| Susana Lozano                | Consuelo de Casares †                                     |                                                            |                                | colspan="1" Predefinição:Celda |                                |            |  |
| Astrid Hernández             | Briceida Montero †                                        |                                                            | colspan="1" Predefinição:Celda |                                |                                |            |  |
| Lourdes Reyes                | Cayetana Acosta de Roca                                   |                                                            | colspan="1" Predefinição:Celda |                                | colspan="1" Predefinição:Celda |            |  |
| Alberto Casanova             | Jorge Araujo                                              |                                                            |                                |                                | Predefinição:Celda             |            |  |
| Quetzalli Bulnes             | Alicia Requejo †                                          | style="background: #ddddff" colspan="2" Predefinição:Celda |                                |                                |                                |            |  |
| Andrés Zuno                  | Plutarco †                                                | style="background: #ddddff" colspan="2" Predefinição:Celda |                                |                                |                                |            |  |
| Nikolás Caballero            | Nicolás Araujo Cárdenas / "El Tiburón II"                 |                                                            |                                |                                | Predefinição:Celda             |            |  |
| Fermín Martínez              | Ramiro Núñez "El Jaibo" †                                 |                                                            |                                |                                | Predefinição:Celda             |            |  |
| Alicia Jaziz                 | Carmen Plascencia "Carmencita"                            |                                                            |                                |                                | Predefinição:Celda             |            |  |
| Alejandro Caso               | Juan Parra "El Alimaña" †                                 | colspan="1" Predefinição:Celda                             |                                |                                |                                |            |  |
| Patricia Pacheco             | Yanisei Vega                                              |                                                            |                                |                                | Predefinição:Celda             |            |  |
| Carmen del Valle             | Chavela Vda. de Casares †                                 |                                                            |                                | colspan="1" Predefinição:Celda |                                |            |  |
| Iliana Fox                   | Vanesa Creel de Flores †                                  | colspan="1" Predefinição:Celda                             |                                |                                |                                |            |  |
| Martín Navarrete             | Heriberto Ochoa †                                         |                                                            |                                | colspan="1" Predefinição:Celda |                                |            |  |
| Mario Escalante              | Francisco "Pancho" Panteón †                              |                                                            |                                |                                | Predefinição:Celda             |            |  |
| Mauricio Martínez            | Javier Ferraro †                                          |                                                            | colspan="1" Predefinição:Celda |                                |                                |            |  |
| Citlalli Anaya               | Lorena Casares de Acero †                                 |                                                            |                                | colspan="1" Predefinição:Celda |                                |            |  |
| Claudio Roca                 | Álvaro Martínez Díaz "El Miniteca", "El Tequita" †        |                                                            | colspan="1" Predefinição:Celda |                                |                                |            |  |
| Emmanuel Orenday             | Horacio Quiroga †                                         |                                                            | colspan="1" Predefinição:Celda |                                |                                |            |  |
| Jéssica Segura               | Aída Franco                                               |                                                            |                                | colspan="2" Predefinição:Celda |                                |            |  |
| Sergio Lozano                | Joaquín Fernández #1 †                                    | style="background: #ddddff" colspan="2" Predefinição:Celda |                                |                                |                                |            |  |
| Martín Barba                 | Joaquín Fernández #2                                      | colspan="1" Predefinição:Celda                             |                                |                                |                                |            |  |
| Christian Sánchez            | Diego Machado                                             | colspan="1" Predefinição:Celda                             |                                |                                |                                |            |  |
| Germán "Tuto" Patiño         | Jairo Pinilla "El Jota" †                                 | style="background: #ddddff" colspan="2" Predefinição:Celda |                                |                                |                                |            |  |
| León Peraza                  | Domingo Alvarado †                                        |                                                            |                                | colspan="2" Predefinição:Celda |                                |            |  |
| Irving Peña                  | David Casares †                                           |                                                            |                                | colspan="1" Predefinição:Celda |                                |            |  |
| Ana Karen Salgado            | Antonieta "Chela" Plata                                   |                                                            |                                | colspan="1" Predefinição:Celda |                                |            |  |
| Hugo Stiglitz                | Carlos Delgado †                                          |                                                            |                                | colspan="1" Predefinição:Celda |                                |            |  |
| Arturo Zúñiga                | Lumbre                                                    |                                                            |                                |                                | Predefinição:Celda             |            |  |
| Ítalo Londero                | Rodrigo Montero †                                         | colspan="1" Predefinição:Celda                             |                                |                                |                                |            |  |
| Olga Segura                  | Edith Phillips † / Tamara "Tommy" †                       | colspan="1" Predefinição:Celda                             |                                |                                |                                |            |  |
| Alejandro Oliva              | Chamuco †                                                 |                                                            | colspan="2" Predefinição:Celda |                                |                                |            |  |
| Gerardo del Valle            | Juanito                                                   |                                                            |                                | Predefinição:Celda             |                                |            |  |
| Claudia Frías                | Cruz Palacios "Crucecita" †                               | colspan="1" Predefinição:Celda                             |                                |                                |                                |            |  |
| Francisco Pizaña             | Tragabalas                                                |                                                            | colspan="1" Predefinição:Celda |                                |                                |            |  |
| Arap Bethke                  | Gabriel "Muñeco" Cruz †                                   | colspan="1" Predefinição:Celda                             |                                |                                |                                |            |  |
| Mayra Rojas                  | Faría †                                                   |                                                            | colspan="1" Predefinição:Celda |                                |                                |            |  |
| Haydeé Navarra               | Ximena Ladrón de Guevara / Rocío Díaz Vda. de Martínez    |                                                            |                                | colspan="2" Predefinição:Celda |                                |            |  |
| Héctor Berzunza              | Arnulfo Beltrán †                                         | colspan="1" Predefinição:Celda                             |                                |                                |                                |            |  |
| Felipe Betancourt            | Azuceno                                                   |                                                            |                                |                                | Predefinição:Celda             |            |  |
| Iñaki Goci                   | José Francisco Rodríguez Sánchez "El Tiburón" †           | colspan="1" Predefinição:Celda                             |                                |                                |                                |            |  |
| Alejandro Peraza             | Cortés †                                                  | colspan="1" Predefinição:Celda                             |                                |                                |                                |            |  |
| Justin Ross Martin           | Martin Connors †                                          |                                                            |                                | colspan="1" Predefinição:Celda |                                |            |  |
| Miguel Palmer                | José Aguilar †                                            | colspan="1" Predefinição:Celda                             |                                |                                |                                |            |  |
| Francisco Díaz               | El Tuercas †                                              | colspan="1" Predefinição:Celda                             |                                |                                |                                |            |  |
| Alan Guillen                 | Ramón "Ramoncito" Paniagua González †                     | colspan="1" Predefinição:Celda                             |                                |                                |                                |            |  |
| Adriana Laffan               | Visitación Godínez †                                      | colspan="1" Predefinição:Celda                             |                                |                                |                                |            |  |
| Itari Marta                  | Cruz Rigores †                                            |                                                            |                                | colspan="1" Predefinição:Celda |                                |            |  |
| Priscila Avellaneda          | Betsaida †                                                |                                                            |                                |                                | colspan="1" Predefinição:Celda |            |  |
| Karime Badin                 | Paola Rigores †                                           |                                                            |                                | colspan="1" Predefinição:Celda |                                |            |  |
| Camila Arredondo             | Elizabeth Paniagua / Elizabeth Casas Paniagua             |                                                            |                                | colspan="2" Predefinição:Celda |                                |            |  |
| Santiago Ley                 | Felipe "Felipito" Murillo Aguilar / Felipe Murillo Negrín |                                                            |                                | colspan="1" Predefinição:Celda |                                |            |  |
| Dale Carley                  | Daniel Phillips Sr.†                                      |                                                            |                                | colspan="1" Predefinição:Celda |                                |            |  |
| Maru Bravo                   | Amparo López Vda. de Quintanilla †                        |                                                            | Predefinição:Celda             |                                |                                |            |  |
| Nubia Martí                  | Victoria Vda. de Phillips                                 |                                                            |                                | colspan="2" Predefinição:Celda |                                |            |  |
| Aarón Alonso                 | Mariano Rubio "El Bechoncho" †                            |                                                            | colspan="2" Predefinição:Celda |                                |                                |            |  |
| Coral de la Vega             | Ivana Delgado Galván de Jiménez                           |                                                            |                                | colspan="1" Predefinição:Celda |                                |            |  |
| Heriberto Méndez             | Orlando Jiménez Ávila                                     |                                                            |                                | colspan="1" Predefinição:Celda |                                |            |  |
| Michelle González            | Violeta Ortiz                                             |                                                            |                                | colspan="1" Predefinição:Celda |                                |            |  |
| María José Magán             | Andrea Dóriga Rosado / Patricia Dóriga Díaz †             |                                                            |                                | colspan="2" Predefinição:Celda |                                |            |  |
| David Negrete Ornelas        | Yoyo †                                                    |                                                            | colspan="1" Predefinição:Celda |                                |                                |            |  |
| Eva María Beristain          | Rosalinda Negrín †                                        | colspan="1" Predefinição:Celda                             |                                |                                |                                |            |  |
| Felipe Flores                | El Zurdo †                                                |                                                            | colspan="1" Predefinição:Celda |                                |                                |            |  |
| Fabián Peña                  | Álvaro Barba †                                            | colspan="1" Predefinição:Celda                             |                                |                                |                                |            |  |
| Eduardo Reza                 | Juan Manuel Vistas                                        |                                                            |                                | colspan="1" Predefinição:Celda |                                |            |  |
| Gibrán Cantú                 | Fiambre                                                   |                                                            | Predefinição:Celda             |                                | Predefinição:Celda             |            |  |
| Tamara Mazarrasa             | Makoki                                                    |                                                            | colspan="1" Predefinição:Celda |                                |                                |            |  |
| Vince Miranda                | Óscar Barba                                               | colspan="1" Predefinição:Celda                             |                                |                                |                                |            |  |
| Juan Alejandro Ávila         | José Luis                                                 |                                                            |                                |                                | colspan="1" Predefinição:Celda |            |  |
| Luis Ernesto Verdín          | Jefe de los Petates                                       |                                                            |                                |                                | colspan="1" Predefinição:Celda |            |  |
| Erik Díaz                    | Emir López                                                |                                                            | colspan="1" Predefinição:Celda |                                |                                |            |  |
| Pedro Martín Gurza           | El Mallate †                                              |                                                            | colspan="1" Predefinição:Celda |                                |                                |            |  |
| Javier Escobar               | Sergio Mendoza                                            |                                                            |                                | colspan="2" Predefinição:Celda |                                |            |  |
| Alejandro Muñoz García       | Fabrizio Linares                                          |                                                            |                                | colspan="1" Predefinição:Celda |                                |            |  |
| Agustín Zurita               | Casiano †                                                 |                                                            |                                | colspan="1" Predefinição:Celda |                                |            |  |
| Juan Luis Orendain           | Roberto Creel                                             | colspan="1" Predefinição:Celda                             |                                |                                |                                |            |  |
| Hugo Catalán                 | Adelaido Pérez †                                          | colspan="1" Predefinição:Celda                             |                                |                                |                                |            |  |
| César López                  | Tanqueta †                                                | colspan="1" Predefinição:Celda                             |                                |                                |                                |            |  |
| Miguel Ángel Galván          | Cuauhtémoc                                                | colspan="1" Predefinição:Celda                             |                                |                                |                                |            |  |
| Jorge Lan                    | Esteban Villaraigosa †                                    | colspan="1" Predefinição:Celda                             |                                |                                |                                |            |  |
| Alejandro de la Rosa         | Fulgencio Silva †                                         | colspan="1" Predefinição:Celda                             |                                |                                |                                |            |  |
| Alan Castillo                | Salvador Acero Aguilar / Eduardo Coronel (7 años)         | colspan="1" Predefinição:Celda                             |                                |                                |                                |            |  |
| Patricio Sebastián           | Salvador Acero Aguilar / Eduardo Coronel (11-13 años)     | colspan="1" Predefinição:Celda                             |                                |                                |                                |            |  |
| Wilson Figueredo             | José Ángel "Pepito" Godoy (10 años)                       | colspan="1" Predefinição:Celda                             |                                |                                |                                |            |  |
| Gabriel Santoyo              | José Ángel "Pepito" Godoy (adolescente)                   | colspan="1" Predefinição:Celda                             |                                |                                |                                |            |  |
| Augusto Granados             | Andrés "Andresito"                                        | colspan="1" Predefinição:Celda                             |                                |                                |                                |            |  |
| Raúl Greco                   | Baltazar †                                                | style="background: #ddddff" colspan="2" Predefinição:Celda |                                |                                |                                |            |  |
| Luis Trujillo                | El Capi †                                                 | colspan="1" Predefinição:Celda                             |                                |                                |                                |            |  |
| Raúl Aranda-Lee              | Pedro Arroyo †                                            | colspan="1" Predefinição:Celda                             |                                |                                |                                |            |  |
| Briggitte Bozzo              | Patricia Alejandra Flores Creel †                         | colspan="1" Predefinição:Celda                             |                                |                                |                                |            |  |
| Edgar Wuotto                 | Martín Benavides †                                        | Predefinição:Celda                                         |                                |                                |                                |            |  |
| Eva Prado                    | Gloria González Vda. de Paniagua †                        | Predefinição:Celda                                         |                                |                                |                                |            |  |
| Ramón García Clift           | Nippon †                                                  |                                                            |                                | colspan="1" Predefinição:Celda |                                |            |  |
| Anna Ciocchetti              | Consuelo, madre de Tepo †                                 |                                                            | colspan="1" Predefinição:Celda |                                |                                |            |  |
| Guadalupe Martínez           | Ana Negrín †                                              |                                                            | colspan="1" Predefinição:Celda |                                |                                |            |  |
| Briggitte Beltrán            | Felicidad                                                 |                                                            |                                | colspan="1" Predefinição:Celda |                                |            |  |
| Markin López                 | Pedro †                                                   |                                                            |                                | colspan="2" Predefinição:Celda |                                |            |  |
| Pablo Sayin                  | Damián "El Tlacuache" †                                   |                                                            | colspan="1" Predefinição:Celda |                                |                                |            |  |
| Francisco "Pakey" Vázquez    | Cristian Jiménez †                                        |                                                            | colspan="1" Predefinição:Celda |                                |                                |            |  |
| Álvaro de Silva              | El Pastel †                                               |                                                            | colspan="1" Predefinição:Celda |                                |                                |            |  |
| Jorge Aldama                 | Gutiérrez                                                 |                                                            | colspan="1" Predefinição:Celda |                                |                                |            |  |
| Alejandro Rafael             | Fernando Bolaños †                                        | colspan="1" Predefinição:Celda                             |                                |                                |                                |            |  |
| Rafael Amaya                 | Aurelio Casillas (Cameo)                                  | style="background: #ddddff" colspan="2" Predefinição:Celda |                                |                                |                                |            |  |
| Los Tucanes de Tijuana       | Ellos mismos (Cameo)                                      | style="background: #ddddff" colspan="2" Predefinição:Celda |                                |                                |                                |            |  |

## Exibição
| Temporadas | Episódios | Horário                 | Transmissão original   | Transmissão original    | Transmissão original |
| Temporadas | Episódios | Horário                 | Estreia                | Final                   | Temporada na TV      |
| ---------- | --------- | ----------------------- | ---------------------- | ----------------------- | -------------------- |
| 1          | 73        | Segunda à sexta 10pm/9c | 23 de setembro de 2014 | 12 de janeiro de 2015   | 2014-2015            |
| 2          | 75        | Segunda à sexta 10pm/9c | 22 de setembro de 2015 | 11 de janeiro de 2016   | 2015-2016            |
| 3          | 93        | Segunda à sexta 10pm/9c | 19 de julho de 2016    | 5 de dezembro de 2016   | 2016                 |
| 4          | 77        | Segunda à sexta 10pm/9c | 6 de novembro de 2017  | 20 de fevereiro de 2018 | 2017-2018            |
| 5          | 69        | Segunda à sexta 10pm/9c | 15 de outubro de 2018  | 29 de janeiro de 2019   | 2018-2019            |